# Hyalurga grandis
Hyalurga grandis là một loài bướm đêm thuộc phân họ Arctiinae, họ Erebidae.